# Giunti Editore
Giunti Editore est une maison d'édition italienne dont les racines remontent au XVe siècle. La société actuelle n'a été fondée qu'en 1956 et se concentre sur les livres et les points de vente. Elle possède un important pôle jeunesse.

## Histoire

### Racines auXVesiècle
Giunti est à l'origine une famille d'imprimeurs de Florence, qui a fondé des imprimeries depuis la fin du XVe siècle à Venise, Lyon, Londres, Burgos, Salamanca et Madrid.

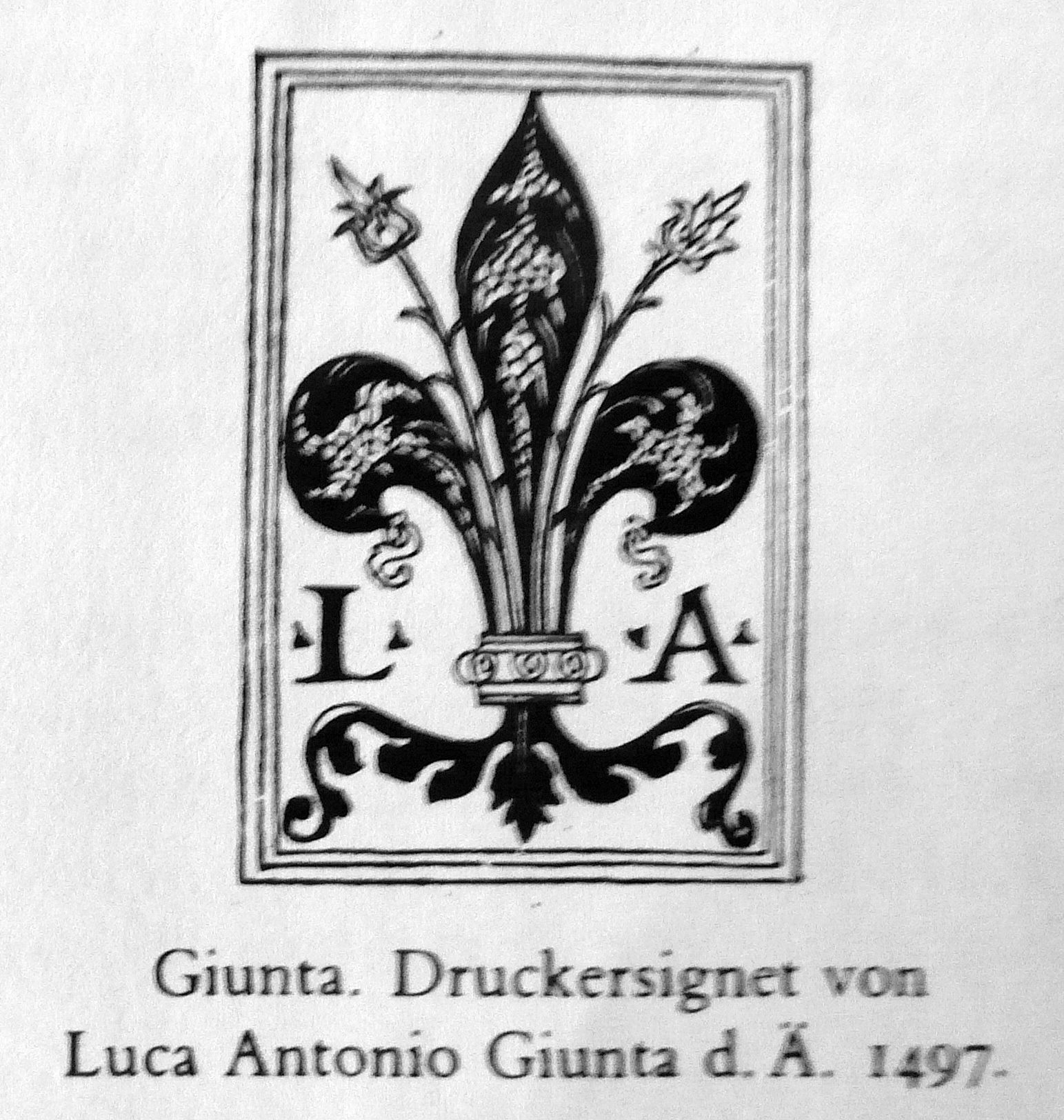
Signet des Giunti en 1497

La plus ancienne imprimerie a été fondée à Venise par Bernardo et Lucantonio Giunti vers 1477. Elle a été léguée en 1537 à la mort de son fondateur à la société Haeredes L. A. appartenant à Tommaso Giunti. L'imprimerie a brûlé en 1557 mais a été reconstruite avant de publier son dernier ouvrage en 1657.
De son côté, Filippo Giunta (* 1450, + 1517), le frère du Lucantonio Giunti, fonde à Florence une imprimerie qui édite en 1490 une Vulgate dite de Malermi, la première édition complète de la Bible publiée en Italie et traduite par Nicolò Malermi en 1471. Le style des contours exercés avec diligence et les nombreuses gravures sur bois finement exécutées ont influencé jusqu'au XVIe siècle l'ensemble de l'imprimerie en Italie et aussi de Lyon.

### Histoire contemporaine

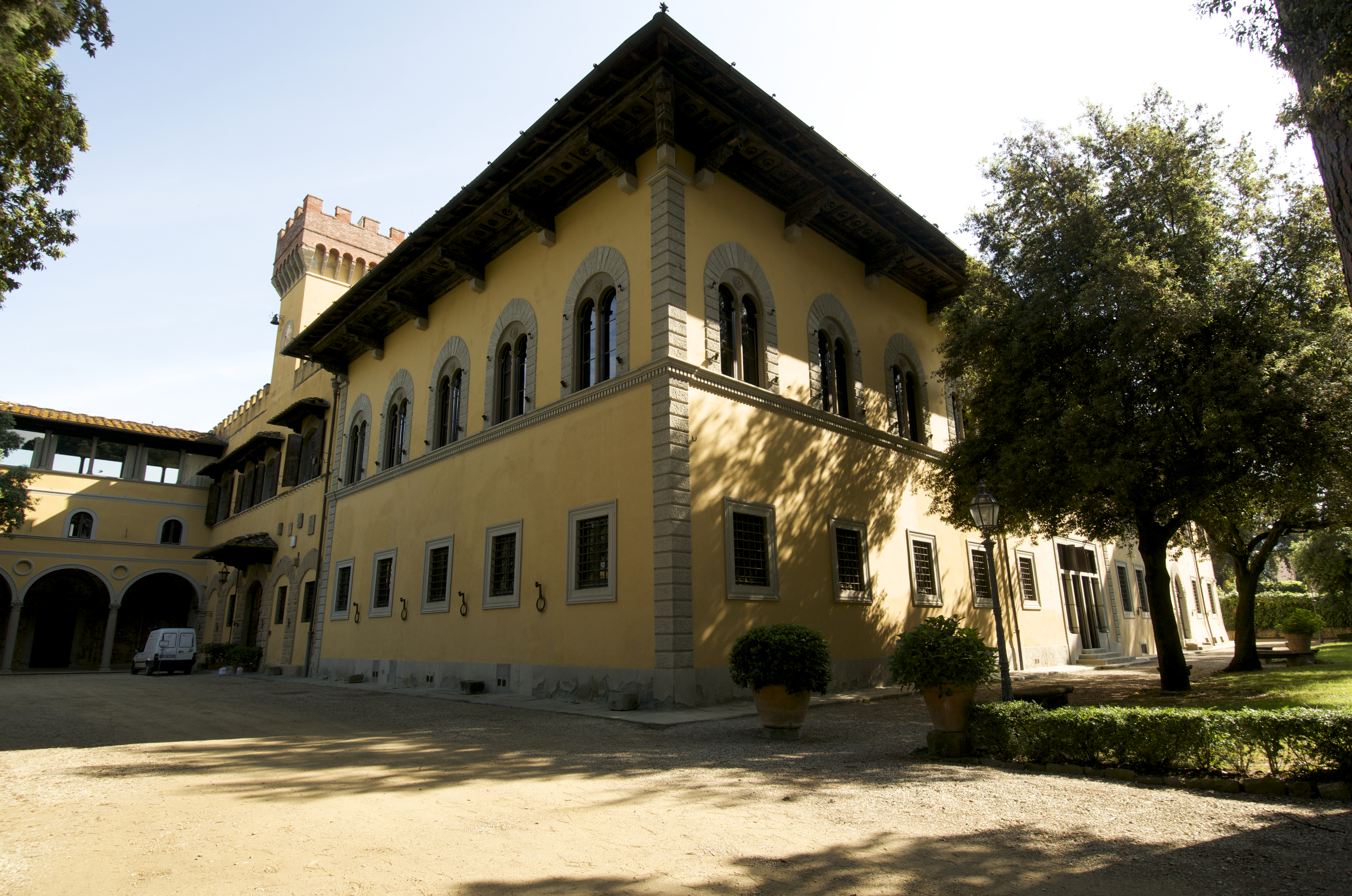
La Villa La Loggia, siège de Giunti à Florence.

La maison actuelle est fondée en 1956 par Renato Giunti (1905-1983) qui était entré dans l'édition en 1935 en prenant la direction générale de Bemporad & figlio, renommée Marzocco en 1938 à cause des lois raciales fascistes. Renato Giunti finit par racheter le capital de Bemporad-Marzocco, après être passé dans la résistance anti-fascistes.
En 1960, Bemporad-Marzocco rachète l'ancienne maison florentine Barbèra fondée en 1855, alors au bord de la faillite. En 1966, les grandes inondations provoquent des pertes importantes au niveau des magasins et des stocks. En 1973, le groupe rachète l'éditeur d'art milanais Aldo Martello.
En 1983, Sergio Giunti, fils de Renato, né en 1937, prend la direction de la maison et lance de nombreuses collections scolaires et de sciences humaines. Dans les années 1990-2000, Giunti se lance dans le multimédia. En 2005, plus de 20 % du chiffre d'affaires du secteur des livres scolaires italiens passent par Giunti. En 2009, le groupe rachète la branche italienne des éditions De Vecchi. Le groupe possède plus de 140 points de vente (Giunti al Punto).
À partir de 2012, Giunti Editore s'engage avec Greenpeace dans une campagne de protection des forêts et d'adoption du papier recyclé. Le 1er octobre 2014, à la suite d'un accord avec Disney Italie, Giunti Editore devient l'éditeur des titres papier et numérique de Disney Libri et des comics papiers de Marvel et Lucasfilm pour l'Italie.
En 2016, grâce au visa obtenu par la commission italienne de la concurrence, elle reprend au groupe Mondadori les éditions Bompiani, pour un montant de 16,5 millions d'€. En juillet 2016, un incendie frappe l'usine de Prato.

## Auteurs
Parmi les principaux auteurs publiés par Giunti Editore on peut citer Lucinda Riley, Corina Bomann , Antonio Fusco, Roberto Baiocchi.